# زلوغ زد 80

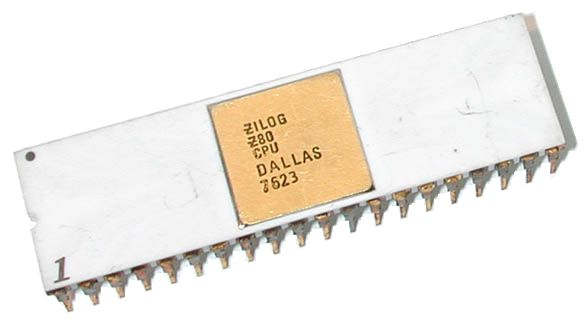
معالج زد 80

تم تصميم المعالج z-80 من قبل شركة zilog بعد إدخال بعض التطورات على المعالج85/8080 ودل في سنة 1976 وهو معالج يعمل بتقنية 8 بت
والمعالج زد 80 دو انتشار واسع في الأجهزة المضمنة وأجهزة التحكم الصغرية Micro-controller والأجيال الأولى من منصات الألعاب.

## تاريخ تصميم المعالج
قام بتطوير المعالج Federico Faggin بعد عمله في مشروع معالج 8080 حيث ترك شركة أنتل واسس شركة zilog مع Ralph Ungermann حيث قاما بتطوير معالج z-80 ليكون متوافقا مع معالج 8080 وساهم معهم في تطوير أيضا Masatoshi Shima ساهم في تصميم معالجي 4004 و8080

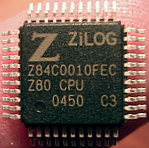
معالج زد حسب الأحجام وهذه المعالج تعد أصغر حجماً.

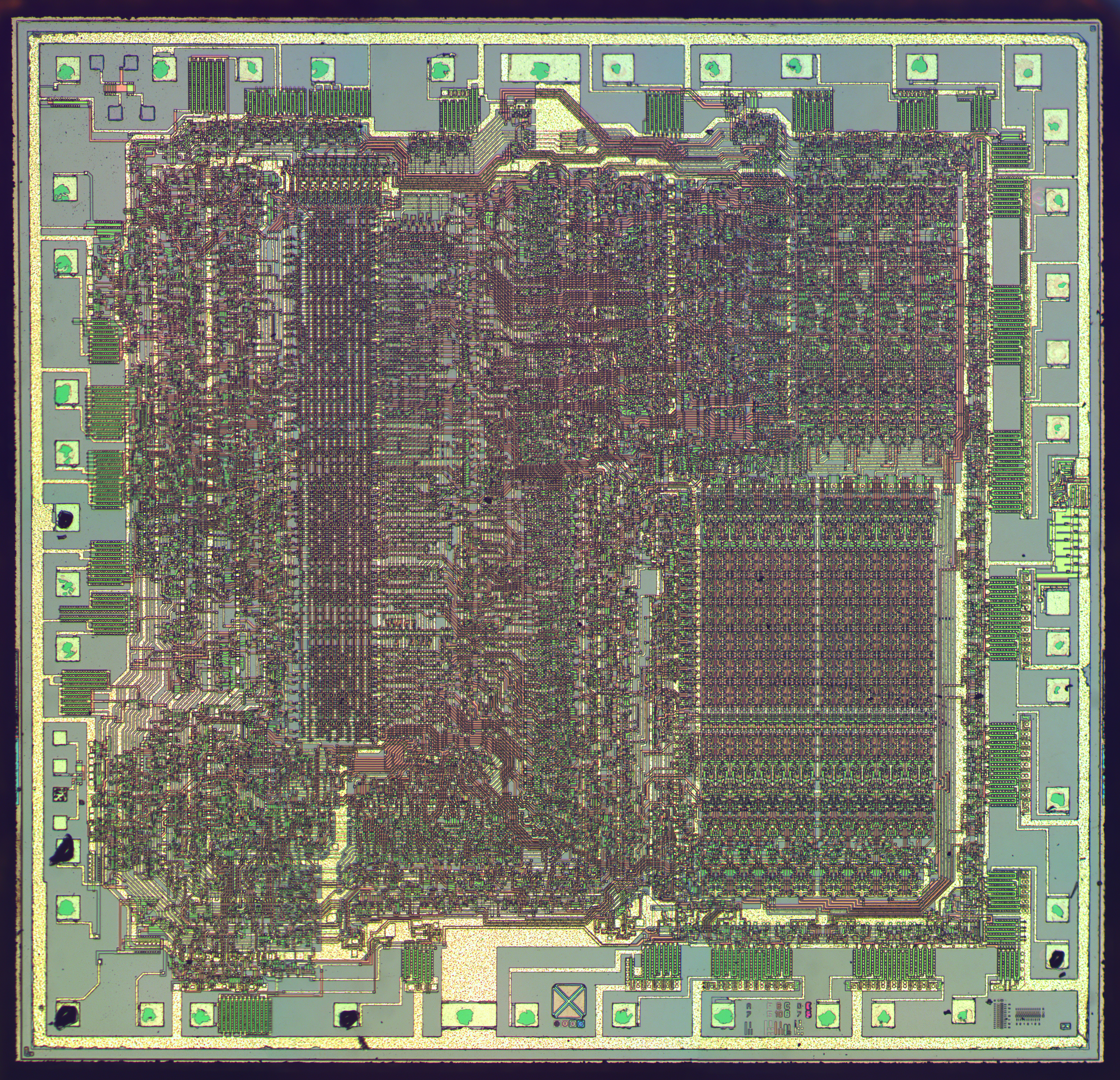
معالج زد 80 آيه- أتش دي من الداخل.

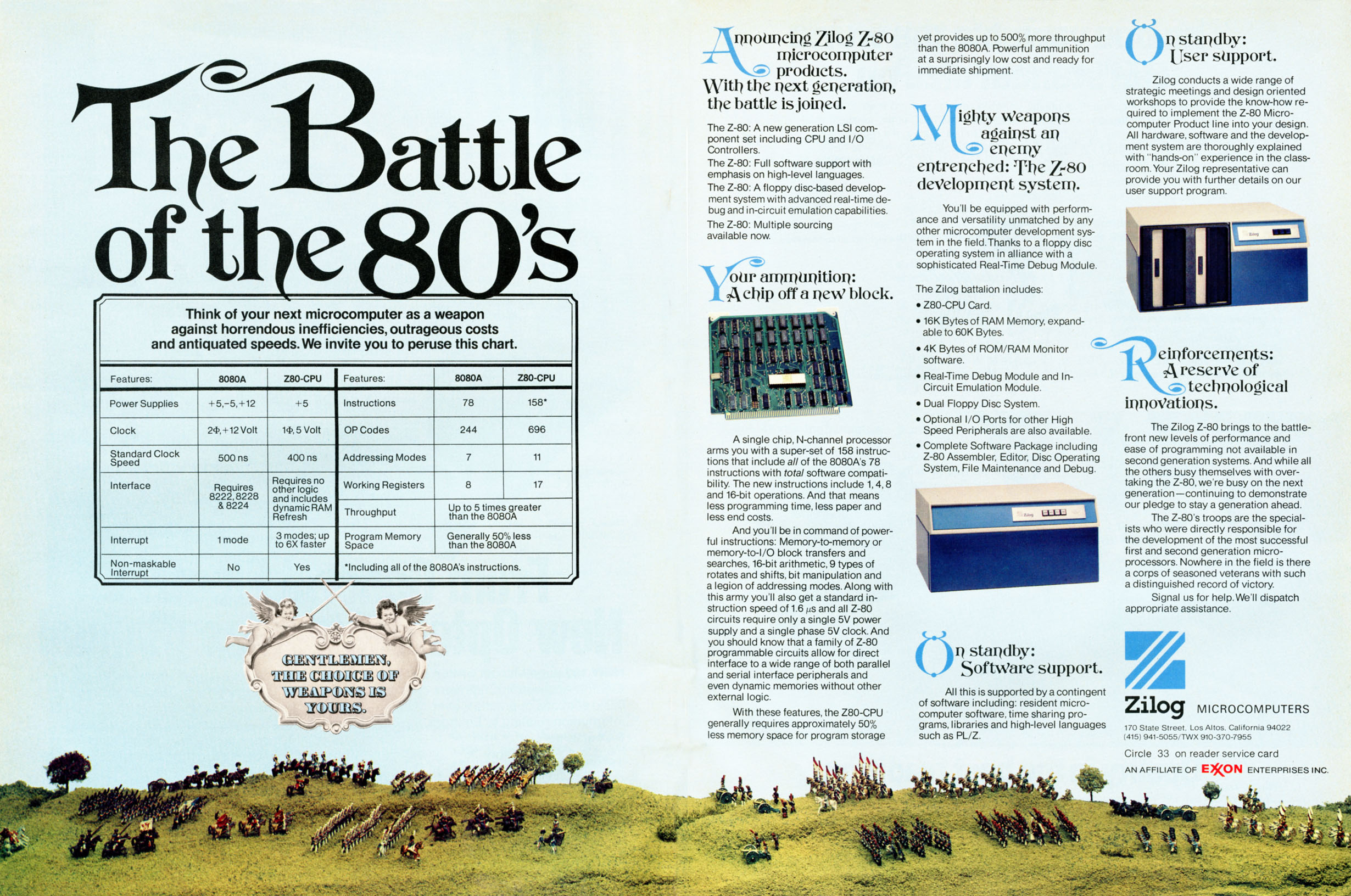
ملصق عن زد 80 وكتبت في العنوان الرئيسي "المعركة في العقد الثمانين"

مكونات زد 80.

## مقارنة z-80 مع 8080
قدم z-80 الكثير من التحسينات المهمة مقارنة لمعمارية 8080
- التعليمات المعززة enhanced instruction set
- مسجلات فهرسة جديدة وهي IX وIY مع تعزيزها بتعليمات خاصة
- صيغة المقاطعة الموجهة صيغة 0 وصيغة 2 كذلك يتم التعامل مع الصيغة 1 بواسط البرمجيات
- أثنان من ملفات المسجلات register files حيث يتم التبادل فيم بينها لتسريع الاستجابة لإشارة المقاطعة
- أقل تطباً بكثير للموارد مثل الطاقة ومولد النبضات ورابط الذاكرة ،أجهزة الإدخال والإخراج
  - يحتاج لفولتية 5v فقط (معالج 8080 يحتاج لفولتية -5v و+5v و+12v)
  - مرحلة تكوين التردد واحدة بجهد 5v (معالج 8080 يحتاج لمرحلتين عاليتي السعة لتكون النبضة (التردد)).
  - متحكم ذاكرة مدمج ل(إنعاش الذاكرة) طريقة عمله تحتاج دائرة خارجية في المعالجات الأخرى.
  - مسارات نقل البينات الغير متعددة (معالج 8080 يعين إشارت متعدد في مسار نقل البيانات).
- يأتي بسعر أقل بكثير.